# Muv-Luv
《Muv-Luv》是日本âge在2003年2月28日發售的戀愛冒險類型成人遊戲，爲該系列的第一部作品，於2006年9月22日發售全年齡版。Muv-Luv最初在2000年10月的成人遊戲雜誌TECH GIAN預告2001年秋發售，經過2次延期後才決定在2003年2月28日發售遊戲。故事分爲三個主要篇章，分別爲EXTRA、UNLIMITED和ALTERNATIVE，其中ALTERNATIVE篇因製作上的時間問題而推遲至2006年作爲《Muv-Luv Alternative》分開發售。PC版由âge發行，遊戲機版則是由5pb.發售，其中Xbox 360版在2011年10月27日發售，PlayStation 3版在2012年10月25日發售，PlayStation Vita版在2016年1月21日發售。2004年12月17日發售Fandisc《Muv-Luv SUPPLEMENT》（マブラヴ サプリメント）。除了遊戲外也還發售漫畫、小說、CD等相關作品。作品標題“Muv-Luv”存在雙關語成分，意爲“真愛”；前半部分來自於日語俚語「マブダチ」，指的是“真正的朋友”。

## 遊戲系統
《Muv-Luv》采用視覺小説的玩法，與其他戀愛冒險類型的遊戲無異。玩家只須在“決定點”遊戲暫停時做出選擇，以進入不同走向的分支故事綫中；除此之外，玩家的大部分時間投入在閲讀螢幕下方的文字上。在EXTRA篇中，每個主要女角色都有一條自己的故事綫，總計19個結局。玩家需要多次重玩以查看所有故事綫。而UNLIMITED篇中的選項并不影響結局。
遊戲的故事劇情分為EXTRA篇和UNLIMITED篇，遊戲是先開始EXTRA篇，當完成特定條件後才開始進入UNLIMITED篇。EXTRA篇和UNLIMITED篇的故事風格有很大不同，前者是學園戀愛喜劇，後者則是描敘人類與外星侵略者BETA戰爭的科幻故事，兩者是世界觀不同的平行世界。在Steam的衆籌版則取消了這一强制鎖定，可以直接進入UNLIMITED篇，不過有警告，提示玩家應該先體驗EXTRA篇。

## 故事

### EXTRA篇
2001年10月22日的早上，男主角白银武醒来後發現身边居然躺着一位素未谋面的美少女御剑冥夜。此时，武的青梅竹马、從小的玩伴鑑純夏出现在了二人面前。冥夜是經濟雄厚的國際頂級財閥——御劍財團的千金，爲了遵守兒時的約定而來。隨著故事的發展，兩個女主角都在竭力贏得武的好感。武不斷夢見自己在兒時定下的婚姻約定。起初，他一直以爲約定的對象是純夏，最終才意識到是冥夜。武必須在兩者之間選擇自己真正愛上的。

### UNLIMITED篇
在温泉旅行的一个夜晚，武正隔墙听闻纯夏、冥夜二人互诉衷肠，忽然睡意袭来。醒来时却发现自己在自家卧室，類似Extra篇的開頭。然而他發現自己面前是一個發生了巨大改變的世界。後來他得知，在这个平行世界中，来自宇宙的不明生物BETA（The Beings of the Extra Terrestrial origin which is Adversary of human race）入侵了地球並已經與人类进行了幾十年的战争。這裏的人類以簡稱“戰術機”的名爲戰術步行戰鬥機（Senjutsuhokōsentōki）的機甲作爲主力武器抵禦外星侵略者。
UNLIMITED篇呈現的平行世界中，1958年人類在火星通過探測器的相機首次記錄到BETA的存在。隨後，BETA在1967年抵達月球並與人類發生首次武裝衝突。BETA於1973年登陸地球，開始侵略，使全球人口下降到僅24億。到2001年遊戲的劇情開始時，歐亞大陸的大部分地區已經淪陷。EXTRA篇的大部分角色都出現在UNLIMITED篇中，值得注意的是，武穿越至此之前，據説已經存在過一個屬於這個世界的白銀武，但已經死亡。此外，Extra篇的主要配角鎧衣尊人，在這個世界從男生變成了女生，名字也變成了發音相同的美琴。

## 角色
遵循EXTRA篇/全年齢版的配音員順序。

### 主要角色
白銀武（聲優：相庭剛志/保志總一朗）
本作男主角。白陵柊學園3年B組的學生。
鑑純夏（聲優：藤原理加/田口宏子）
住在武隔壁家的青梅竹馬和同學。心情可以使頭頂上的呆毛變化：分爲平時的倒水滴形、氣急敗壞的閃電形和高興時的心形。
御劍冥夜（聲優：奧田秋/奧島和美）
武的同學，御劍財閥的千金。擅長使用無現鬼道流劍術，經常配帶家傳寶刀「皆琉神威」。
榊千鶴（聲優：高柳香帆/倉田雅世）
武的同學和班長。與同年級的茜是朋友兼競爭對手的關係，對彩峰慧有很深的成見。
彩峰慧（聲優：吉野夏樹/永島由子）
武的同學。有優秀的運動神經。對榊千鶴有很深的成見。
珠瀨壬姬（聲優：北都南/一美）
武的同學，弓道部的部員。擅長射擊。性格很好。
社霞（聲優：栗林美奈實/栗林美奈實）
UNLIMITED篇登場的兔耳少女。Alternative 3的產物。香月夕呼副司令的跟班。

### 其他角色
鎧衣尊人（聲優：野中真澄/久保田惠）
武的同學和好友。擅長野外生存。經常和武一起玩街機遊戲。
柏木晴子（聲優：夏野巳琴/松浦知惠）
武的同學。
神宮司毬藻（聲優：南綾香/井上美紀）
武的班級（3年B班）老師同時也擔任英語老師。在學生時代就認識夕呼，因為喝酒關係而有瘋狗的稱呼。EXTRA篇性格柔弱，而UNLIMITED篇較爲强勢。
香月夕呼（聲優：稻葉貴子/本井英美）
白陵柊學園3年D班的班級老師同時也擔任武所在班級的物理老師。平時以捉弄毬藻爲樂。UNLIMITED篇中擔任基地中地位極高的副司令，雖然看上去不成調子，但的確是個物理學天才。
月詠真那（聲優：上田亞紀子/星野千壽子）
冥夜的專屬女管家。UNLIMITED篇中擔任斯衛軍的軍官。
神代巽（聲優：/氷青）
冥夜的專屬女僕。
巴雪乃（聲優：宮内裕香/笠井律子）
冥夜的專屬女僕。
戎美凪（聲優：/）
冥夜的專屬女僕。
涼宮茜（聲優：上原智美/水橋香織）
你所期望的永遠（君が望む永遠）的女主角之一。白陵柊學園3年D組的學生，前游泳部部長和班長。與千鶴是朋友兼競爭對手的關係。

## 工作人員
- 原案：まふまふ仔犬ちゃん（吉宗鋼紀）
- 原畫/角色設計：Bou
- SD原畫：八雲剣豪
- 機械設計：まふまふ仔犬ちゃん、仁Niθ、吉成鋼、星野秀輝
- 劇本：反重力生命マー、鬼畜人タムー、まふまふ仔犬ちゃん、ささやきのシャー
- 音樂：伊藤善之
- 音樂製作：ランティス股份公司
- 程式：スピンドリル
- 片頭動畫：スタック有限公司、シルバー有限公司
- 製作總指揮：ヨシダという生き物

## 主題曲
18禁版
- 片頭曲『マブラヴ』[10]

作詞：江幡育子　作曲：SAGE KOIZUMI　編曲：磯江俊道　歌：栗林美奈實
- EXTRA篇片頭尾『I will』

作詞：栗林美奈實　作曲/編曲：飯塚昌明　歌：栗林美奈實
- UNLIMITED編 エンディングテーマ『遙かなる地球（ふるさと）の歌』

作詞：江幡育子　作曲/編曲：飯塚昌明　歌：栗林美奈實
全年齡版
- 片頭曲『divergence』[11]

作詞/作曲：栗林美奈實　編曲：飯塚昌明　歌：栗林美奈實
- EXTRA編榊千鶴ED片頭曲『傷は化石にならないけれど』

作詞：畑亜貴　作曲/編曲：加藤大祐　歌：美郷あき
- EXTRA編彩峰慧ED片頭曲『Astraea』

作詞/作曲：橋本美雪　編曲：鈴木マサキ　歌：橋本美雪
- EXTRA編珠瀬壬姫ED片頭曲『リトル・モア』

作詞/作曲：rino　編曲：chokix　歌：CooRie
- UNLIMITED篇片頭曲『紫音 -sion-』

作詞/作曲：奥井雅美　編曲：IPPEI　歌：奥井雅美
Xbox 360版
- 片頭曲『first pain』[12]

作詞/作曲：栗林美奈實　編曲：中山真斗　歌：栗林美奈實
PS3版
- 片頭曲『LOVE STEP』[13]

作詞/作曲：栗林美奈實　編曲：中土智博　歌：栗林美奈實

## Muv-Luv SUPPLEMENT
《Muv-Luv SUPPLEMENT》（マブラヴ サプリメント）是âge在2004年12月17日發售的Fan disc。內容主要收錄各角色短篇故事、RumblingAngel（ランブリングエンジェル）的遊戲版、君のぞらじお出張版2等。
主題曲
- 桜の花が咲くまえに片頭曲『桜の花が咲くまえに』[15]

作詞/作曲：栗林美奈實　編曲：飯塚昌明　歌：栗林美奈實
- マブラヴ デュエリスト片頭曲『Angel Seed』

作詞：畑亜貴　作曲/編曲：東隆行　歌：MIQ
- マブラヴ デュエリスト片尾曲『Fight〜ランブリングエンジェルのテーマ〜』

作詞：栗林美奈實　作曲/編曲：村上正芳　歌：栗林美奈實、いとうかなこ、yozuca*、rino、マヨちゃん、ジョイまっくす

### 桜の花が咲くまえに 〜Muv-Luv After Episode〜
Muv-Luv EXTRA篇鑑純夏結局之後的後續短篇故事。沒有選擇項目單一結局的戀愛冒險類型遊戲。

### マブラヴ デュエリスト
交換卡片遊戲《RumblingAngel》（ランブリングエンジェル）的遊戲版。遊戲分成故事模式和自由對戰模式，完成故事模式後即開啟自由對戰模式。

### Muv-Luv 〜Another Episode Collection〜
將Muv-Luv遊戲官方網站EXTRA篇角色介紹網頁中Another Episode製成男主角以外全配音的戀愛冒險類型遊戲，全部共有6章結短篇故事。
各角色Another Episode標題
- 鑑純夏：タケルちゃんといっしょ！
- 御剣冥夜：其の名はタケル
- 御剣冥夜：我が名は冥夜
- 榊千鶴：白銀君ちょっとッ！！
- 彩峰慧：白銀……食べてる？
- 珠瀬壬姫：たけるさんのしっぽ

### 君のぞらじお出張版2
《你所期望的永遠 〜special FanDisk〜》（君が望む永遠 〜special FanDisk〜）所收錄網路廣播君のぞらじお的第2集。

## 網路廣播
Muv-Luv的網路廣播節目是在君のぞらじお網站發佈下載收聽。

### マブラヴラジオ
發佈時間是2008年1月9日～12月19日，主持人是由栗林美奈實、田口宏子、斉藤K來擔任。在2008年7月～11月期間栗林美奈實因其他事情而不在暫時改由浅井清己、吉住梢來代替主持節目。

### マブラヴラジオ アンリミテッド
發佈時間是2009年4月10日～12月19日，主持人是由栗林美奈實、本井えみ來擔任。

## 衍生作品

### 漫畫
- Muv-Luv

作畫：高雄右京 　出版社：MediaWorks
| 巻數 | 發售日         | ISBN                |
| ---- | -------------- | ------------------- |
| 1    | 2003年5月27日  | ISBN 978-4840223348 |
| 2    | 2004年7月27日  | ISBN 978-4840226493 |
| 3    | 2004年12月16日 | ISBN 978-4840229241 |

- マブラヴ アンリミテッド

作畫：緋呂河とも 　出版社：MediaWorks
| 巻數 | 發售日        | ISBN                   |
| ---- | ------------- | ---------------------- |
| 1    | 2005年4月27日 | ISBN 978-4-8402-3053-7 |
| 2    | 2006年2月27日 | ISBN 978-4-8402-3369-9 |
| 3    | 2007年2月27日 | ISBN 978-4-8402-3790-1 |
| 4    | 2007年3月27日 | ISBN 978-4-8402-3832-8 |

### 輕小說
- Muv-Luv

作者：北側寒囲 　插圖：Bou
| 巻數 | 日文副標題       | 中文副標題       | 集英社（Super Dash文庫） | 集英社（Super Dash文庫） | 青文出版社（菁英文庫） | 青文出版社（菁英文庫） |
| 巻數 | 日文副標題       | 中文副標題       | 發售日                   | ISBN                     | 發售日                 | ISBN                   |
| ---- | ---------------- | ---------------- | ------------------------ | ------------------------ | ---------------------- | ---------------------- |
| 1    | EXTRA 運命       | EXTRA 命運       | 2006年10月25日           | ISBN 978-4086303231      | 2008年10月22日         | ISBN 9789862095447     |
| 2    | EXTRA 友情       | EXTRA 友情       | 2007年2月25日            | ISBN 978-4086303446      | 2008年12月25日         | ISBN 9789862096765     |
| 3    | UNLIMITED 戦争   | UNLIMITED 戰争   | 2007年7月25日            | ISBN 978-4086303712      | 2009年11月16日         | ISBN 9789862560648     |
| 4    | UNLIMITED 敗北   | UNLIMITED 敗北   | 2007年11月25日           | ISBN 978-4086303903      | 2010年5月24日          | ISBN 9789862562864     |
| 5    | ALTERNATIVE 再起 | ALTERNATIVE 再起 | 2008年3月25日            | ISBN 978-4086304146      | 2010年9月25日          | ISBN 9789862564448     |
| 6    | ALTERNATIVE 流転 | ALTERNATIVE 流轉 | 2008年11月25日           | ISBN 978-4086304580      | 2011年4月25日          | ISBN 9789862567333     |
| 7    | ALTERNATIVE 決戦 | ALTERNATIVE 決戰 | 2009年6月25日            | ISBN 978-4086304887      | 2011年12月20日         | ISBN 9789863100027     |

### CD
- Muv-Luv

發行：Lantis　發售日：2002年4月3日
- Muv-Luv BASXI ver

發行：HOBiRECORDS　發售日：2002年7月26日
- Muv-Luv Original SoundTrack

發行：Lantis　發售日：2003年5月1日
- “MUV-LUV” collection of Standard Edition Songs 「divergence」

發行：Lantis　發售日：2006年10月25日
- マブラヴ シリーズ・ボーカル集

發行：Lantis　發售日：2013年2月6日

### 書籍
- Muv-Luv Memorial Art Book

出版社：ASCII MEDIA WORKS　發售日：2010年1月27日　ISBN 978-4-04-867035-7
- Muv-Luv Supplement & Altered Fable Memorial Art Book

出版社：ASCII MEDIA WORKS　發售日：2013年2月28日　ISBN 978-4-04-891378-2

### 卡牌遊戲
- RumblingAngel

RumblingAngel是由âge、Nitroplus、Overflow共同製作的交換卡片遊戲，由Silver Blitz發售卡包。

## 評價
《Muv-Luv》在Getchu.com舉辦的2003年你選美少女遊戲排名中獲得綜合部門第1名、最佳角色部門御劍冥夜第4名和鑑純夏第5名、劇本部門第5名、配音部門鑑純夏第5名和御劍冥夜第9名、音樂部門第4名、標題部門第11名。另外metacritic給予76分評價。

## 外部連結
- âge（页面存档备份，存于）（日語）
- Muv-Luv系列官方網站（日語）
- PC版遊戲官方網站（页面存档备份，存于）âge（日語）
- Xbox 360/PS3版遊戲官方網站（页面存档备份，存于）5pb.（日語）
- PSV版遊戲官方網站（页面存档备份，存于）5pb.（日語）
- 君のぞらじおâge（日語）